# Sabacon paradoxus
Espèce
Sabacon paradoxus est une espèce d'opilions dyspnois de la famille des Sabaconidae.

## Distribution
Cette espèce se rencontre dans des grottes en France, en Espagne et à Andorre dans les Cévennes, l'Yonne, les Grands Causses et les Pyrénées,.

## Description
Les mâles mesurent de 4,2 à 4,4 mm et la femelle 5,4 mm.

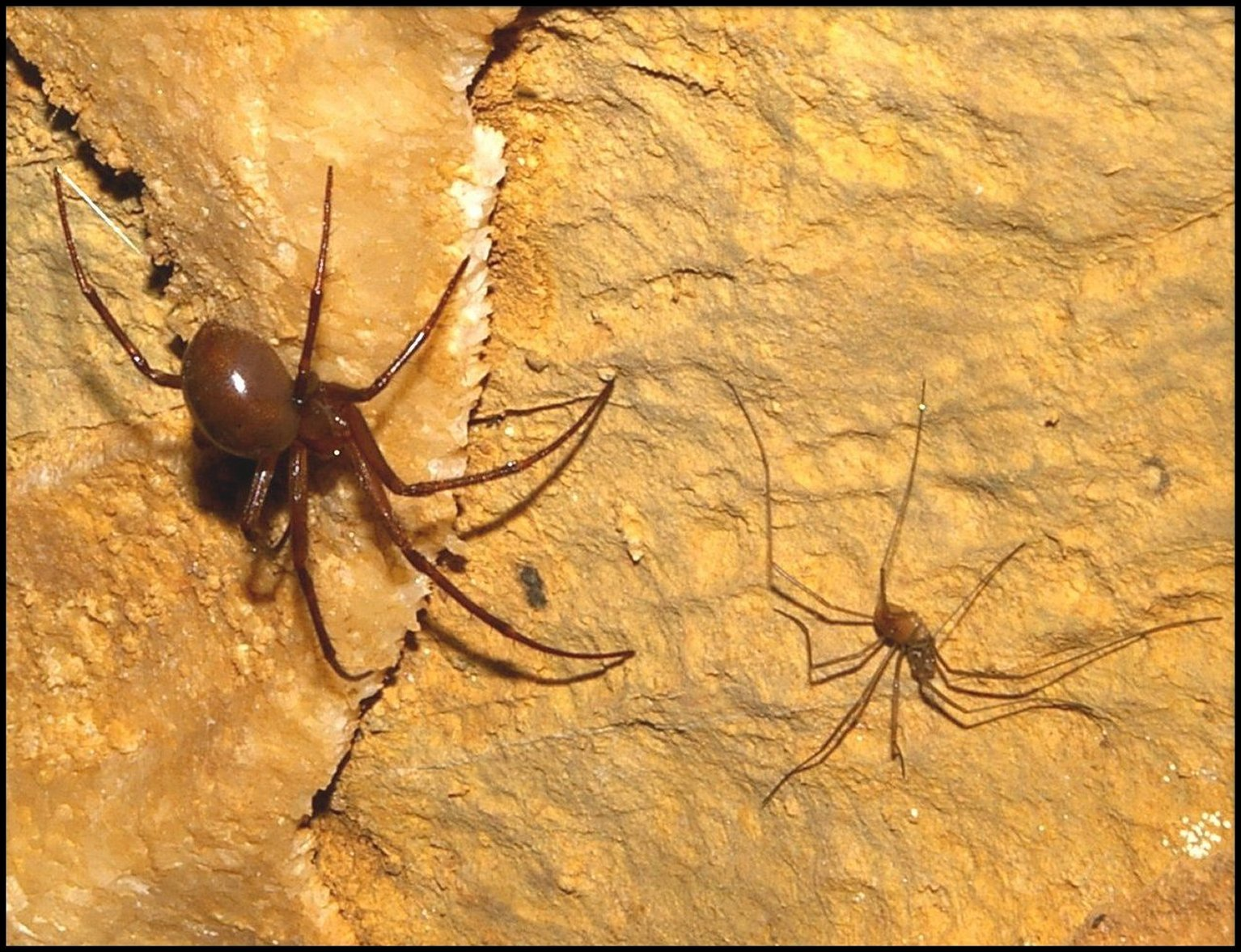
Fig.1 - Sabacon paradoxus (à droite) près de Meta bourneti (à gauche). Grotte, ouest de l'Hérault. Obsv. Marcou

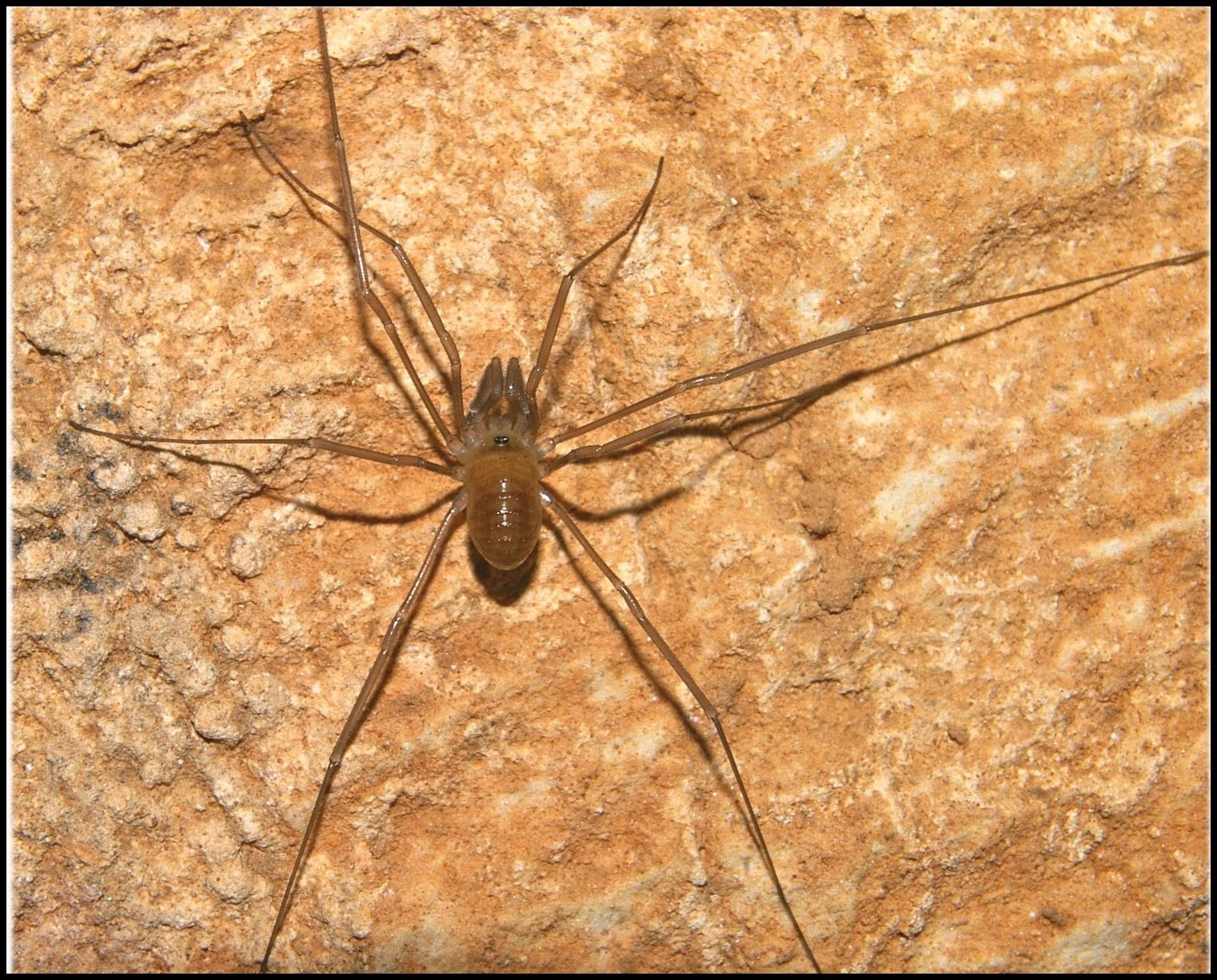
Fig. 2 - Sabacon paradoxus en vue dorsale. Grotte, ouest de l'Hérault. Obsv. Marcou.

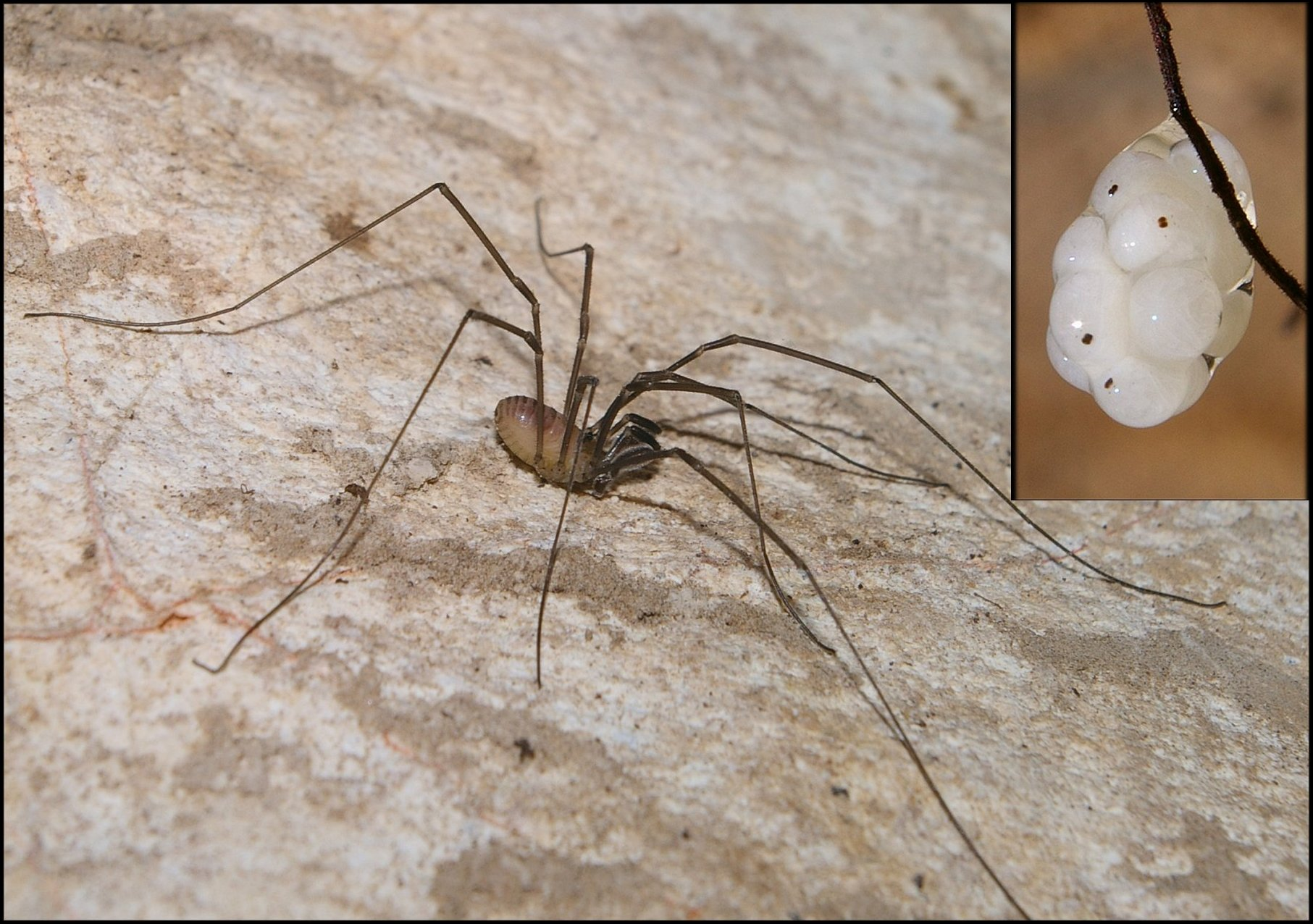
Fig.3 - Sabacon paradoxus en vue dorsale. Grotte, ouest de l'Hérault. Ponte, détail. Obsv. Marcou

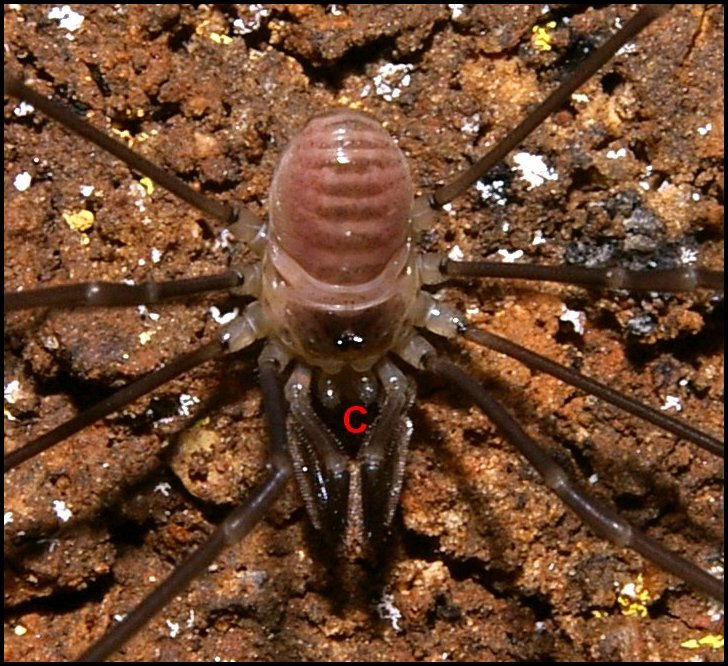
Sabacon paradoxus mâle en vue dorsale montrant les deux bosses glandulaires chélicériennes (C). Grotte ouest de l'Hérault. Obsv. Marcou.

Le corps est globuleux et brun-jaunâtre.
La face dorsale de son prosoma montre les orifices latéraux de glandes odoriférantes, un mamelon oculaire plus large que long et, en arrière de ce dernier, deux organes symétriques, paramédians (Fig.), les glandes odoriférantes.
Les organes dorsaux paramédians ont été longtemps considérés comme de simples "épines" ou "spicules". Il s’agit en fait des sensilles chémoréceptrices dont les neurones bipolaires renferment d’étranges inclusions paracristallines rhomboédriques (Fig.  ), inconnues chez les autres Arachnides et pouvant exercer une fonction olfactive,,. 
Le pédipalpe ou patte-machoire de Sabacon, est « absolument unique chez les Opilions », justifiant la création de sa nouvelle famille. Son tarse est court, réniforme (Fig.) et fléchi contre le tibia renflé. Tous deux sont garnis de poils glandulaires spéciaux, longs de 160 µm, creux, montrant une partie proximale lisse et une partie distale en palette spinulée garnie de sécrétion visqueuse.  Chaque poil est en relation avec une unité adénosensorielle comportant 6 à 8 neurones bipolaires dont les dendrites pénètrent dans sa cavité, 2 cellules enveloppes et 3 volumineux adénocytes imbriqué,s avec des cryptes flexueuses garnies de mitrovilli, libérant leur sécrétion dans le poil. Des pores pariétaux en boutonnières libèrent cette dernière à l’extérieur où elle est retenue par les spinules. Ces poils pourraient être des mécanorécepteurs d’un type particulier et interviendraient, par leur fonction glandulaire, dans la capture des proies comme les soies des Nemastomatidae.
Le premier article chélicérien est surmonté chez le mâle d’une bosse ou apophyse épineuse " aussi haute que large "..... Les pattes, longues et brunâtres, montrent une " striation " fémorale caractéristique de l’espèce. L’abdomen est nettement segmenté, celui du mâle renfermant un long pénis invaginé au repos.

## Comportement
L’animal se tient immobile sur le support ses pattes ambulatoires largement étalées.
La ponte, observée dans 3 cavités en 1978, est fixée en "goutte pendante" sur les voûtes et surplombs rocheux, sous forme d’une matrice cristalline et visqueuse englobant de 12 à 16 œufs ovoïdes (Fig. ).

## Systématique et taxinomie
Cette espèce a été décrite par Simon en 1879.

## Publication originale
- Simon, 1879 : « Les Ordres des Chernetes, Scorpiones et Opiliones. » Les Arachnides de France, vol. 7, p. 1-332.